# 永瀬義春
永瀬 義春（ながせ よしはる、1905年（明治38年）3月 - 1988年（昭和63年）12月）は日本の実業家。元永瀬石油代表取締役会長。全国生コンクリート協同組合理事。
永瀬石油社長永瀬正治の父。

## 経歴
米子中学校に学ぶ。
1981年（昭和56年）永瀬石油代表取締役会長。
山陰地区生コンクリート（協）理事長、鳥取県生コンクリート工業組合理事長、鳥取県地方労働基準審議会委員、鳥取県石油（協）理事長、米子西部自動車学校理事長、鳥取地方裁判所調停委員、鳥取県西部砂利生産販売（協）理事長、米子ロータリークラブ会長などを歴任。

## 人物像

### 昔の油の商売について
永瀬によると、
「米子はもちろん、境方面へも大八車で油卸しをしましたが、境に行くときは、初日は和田くらいまで、弓浜部のお得意さんを回り、境に着くのは二、三日がかりでした。おじと二人で出かけました。雪の日は、そりゃあえらかった。わらじばきで、足は冷たいし、ほんとにつらかった。
自動車のある今と違って、列車で上石見まで上がり、あとは自転車で福栄、生山を回っていったん米子に帰り、次の日は、生山から矢戸、多里、山上、阿毘縁なんかを途中で一泊して回ったものです。
大正時代、米子の油店は、私の店のほか、益尾さん、上田さん、塩川さんなどがあり、私のところが英国系のライジング社で、ほかの方は、ニューヨーク・スタンダードでしたねえ。」という。

## 賞
勲五等瑞宝章、鳥取県中小企業団体中央会功労表彰、全国石油（協）連合会特別功労表彰

## 家族・親族

### 永瀬家
（島根県簸川郡斐川村、鳥取県米子市尾高町・米子市宗像）
永瀬によると｢私は、家の過去帳によると六代目だ。父・久之助が、明治二十年ごろ米子に来て商売を始めて、もう八十年近く地域のお世話になっている勘定になる」という。
父・久之助が、油や化粧品の製造卸しをしていた梶谷芳芬堂に奉公した後、1909年（明治42年）に独立して、尾高町に店を出したのが始まりである。初めは、髪油、種油、灯油などを扱った。店を出してしばらくしてからはロウソクが主な商品になった。
1913年（大正2年）ライジングサン石油株式会社と特約店契約を結ぶ
1939年（昭和14年）合名会社永瀬久之助商店設立。1950年（昭和25年）株式会社シェル石油松江発売所と合併し、資本金250万円となり、社名を株式会社永瀬石油店と改称。取締役社長に永瀬義春就任。1965年（昭和40年）8月30日商号を変更して永瀬石油株式会社となる。
- 妻・貞子（島根県安来市、元栄豊蔵の長女[6]）
- 長男・正治[2]（実業家）

1935年（昭和10年）6月生 -
- 孫・正悟[2]（実業家）

### 略系図
|  |  |  |  |  |  |  |  | 永瀬久之助 |  |  |  |  |  |  |  |  |  |  |  |  |  |  |  |  |  |  |  |
|  |  |  |  |  |  |  |  |            |  |  |  |  |  |  |  |  |  |  |  |  |  |  |  |  |  |  |  |
|  |  |  |  |  |  |  |  | 永瀬義春   |  |  |  |  |  |  |  |  |  |  |  |  |  |  |  |  |  |  |  |
|  |  |  |  |  |  |  |  |            |  |  |  |  |  |  |  |  |  |  |  |  |  |  |  |  |  |  |  |
|  |  |  |  |  |  |  |  | 永瀬正治   |  |  |  |  |  |  |  |  |  |  |  |  |  |  |  |  |  |  |  |
|  |  |  |  |  |  |  |  |            |  |  |  |  |  |  |  |  |  |  |  |  |  |  |  |  |  |  |  |
|  |  |  |  |  |  |  |  | 永瀬正悟   |  |  |  |  |  |  |  |  |  |  |  |  |  |  |  |  |  |  |  |

## 関連
- 永瀬正治
- 永瀬石油
- ウベハウス